# Hypena melasticta
Hypena melasticta là một loài bướm đêm trong họ Erebidae.